# اداموا، بخش سیرپک
اداموا، بخش سیرپک (به لاتین: Adamowo, Sierpc County) در لهستان است که در Gmina Mochowo واقع شده‌است.